# Consejo Interuniversitario Nacional
El Consejo Interuniversitario Nacional (CIN), creado en 1985, es el mayor organismo que nuclea las universidades nacionales argentinas. También lo integran los institutos universitarios. El ingreso al CIN es voluntario. Cada seis meses se realiza un Plenario de Rectoras y Rectores. El 92° se realizó en la ciudad de Santa Rosa, La Pampa, el 30 de agosto de 2024.
Hasta la Ley de Educación Superior de 1995 el CIN estaba formado exclusivamente por universidades nacionales. A partir de aquella ley se sumaron institutos universitarios y universidades provinciales reconocidas por la Nación.
El CIN es un órgano al cual se lo debe consultar para realizar cambios que afecten al sistema universitario, pero además tiene la potestad de proponerlos. 
Forma parte del Consejo de Universidades conjuntamente con el Consejo de Rectores de Universidades Privadas (CRUP) y representantes de los Consejos de Planificación Regional de la Educación Superior (CPRES).

## Funciones del CIN
a. Elaborar propuestas de políticas y estrategias de desarrollo universitario, incluida la coordinación las políticas comunes a las instituciones universitarias que lo integran.
b. Definir y coordinar planes y actividades en materia académica, de investigación científica, de extensión y de gestión entre las instituciones que lo integran, sin perjuicio de aquellas que las instituciones universitarias acuerden realizar por sí.
c. Coordinar las políticas de sus miembros con los distintos niveles y jurisdicciones de la educación y con los organismos de la cultura y de la investigación científica y técnica.
d. Conformar, en los casos en que así lo estimare conveniente, organismos regionales de coordinación interuniversitaria.
e. Emitir opinión fundada respecto de todo proyecto de creación y cierre de instituciones universitarias nacionales.
f. Generar y apoyar políticas de autoevaluación y evaluación externa de sus miembros.
g. Coordinar, compatibilizar y establecer propuestas sobre la validez de los estudios totales y parciales, y de sus títulos.
h. Proponer y promover una política de becas, para docentes y alumnos, tendiente a asegurar la igualdad de oportunidades.
i.Promover programas de investigación común, ya sean de carácter nacional o regional.
j. Analizar los problemas de la educación general y universitaria en la República Argentina, y formular propuestas a los poderes públicos.
k. Analizar los problemas de la educación general y universitaria en el mundo, y en especial en América Latina, y formular propuestas de intercambio e integración académica.
l. Establecer relaciones de todo orden y firmar acuerdos de cooperación con otros organismos públicos y privados, nacionales o extranjeros en general, y especialmente con aquellos que puedan otorgar líneas de financiamiento, colaboraciones o donaciones de fondos e implementos y apoyo técnico, para la ejecución de programas, proyectos y actividades, en el área científica, tecnológica, cultural y deportiva.
m. Coordinar y/o administrar programas y proyectos financiados por organismos públicos nacionales, provinciales o municipales, o por organismos internacionales.
n. Informar sobre sus actividades al conjunto del sistema educativo nacional.
o. Cooperar, asistir y asesorar en las actividades y emprendimientos de cada uno de sus miembros cuando le fuera requerido.
p. Funcionar como órgano de consulta en las materias y cuestiones que se le sometan y participar en los organismos que integre.

## Integrantes
Hasta agosto de 2024 formaban parte del CIN:
- Universidad Nacional del Alto Uruguay
- Universidad Nacional de las Artes
- Universidad Nacional Arturo Jauretche
- Universidad Autónoma de Entre Ríos
- Universidad Nacional de Avellaneda
- Universidad de Buenos Aires
- Universidad Nacional de Catamarca
- Universidad Nacional del Centro de la Provincia de Buenos Aires
- Universidad Nacional del Chaco Austral
- Universidad Nacional de Chilecito
- Universidad del Chubut
- Universidad de la Ciudad de Buenos Aires
- Universidad Nacional del Comahue
- Universidad Nacional de los Comechingones
- Universidad Nacional de Córdoba
- Universidad Provincial de Córdoba
- Universidad Nacional de Cuyo
- Universidad de la Defensa Nacional
- Universidad Nacional del Delta
- Universidad Nacional de Entre Ríos
- Universidad Provincial de Ezeiza
- Universidad Nacional de Formosa
- Universidad Nacional de General Sarmiento
- Universidad Nacional Guillermo Brown
- Universidad Nacional de Hurlingham
- Instituto Universitario de la Gendarmería Nacional Argentina
- Instituto Universitario de la Policía Federal Argentina
- Instituto Universitario Provincial de Seguridad
- Instituto Universitario de Seguridad de la Ciudad
- Instituto Universitario de Seguridad Marítima
- Instituto Universitario Patagónico de las Artes
- Universidad Nacional de José C. Paz
- Universidad Nacional de Jujuy
- Universidad Provincial de Laguna Blanca
- Universidad Nacional de La Matanza
- Universidad Nacional de La Pampa
- Universidad Nacional de La Plata
- Universidad Nacional de La Rioja
- Universidad Nacional de Lanús
- Universidad Nacional del Litoral
- Universidad Nacional de Lomas de Zamora
- Universidad Nacional de Luján
- Universidad Nacional Madres de Plaza de Mayo
- Universidad Nacional de Mar del Plata
- Universidad Nacional de Misiones
- Universidad Nacional de Moreno
- Universidad Nacional del Nordeste
- Universidad Nacional del Noroeste de la Provincia de Buenos Aires
- Universidad Nacional del Oeste
- Universidad Nacional de la Patagonia San Juan Bosco
- Universidad Nacional de la Patagonia Austral
- Universidad Pedagógica Nacional
- Universidad Nacional de Quilmes
- Universidad Nacional de Rafaela
- Universidad Nacional Raúl Scalabrini Ortiz
- Universidad Nacional de Río Cuarto
- Universidad Nacional de Río Negro
- Universidad Nacional de Rosario
- Universidad Nacional de Salta
- Universidad Nacional de San Antonio de Areco
- Universidad Nacional de San Juan
- Universidad Nacional de San Luis
- Universidad Nacional de San Martín
- Universidad Nacional de Santiago del Estero
- Universidad Provincial del Sudoeste
- Universidad Nacional del Sur
- Universidad Tecnológica Nacional
- Universidad Nacional de Tierra del Fuego
- Universidad Nacional de Tres de Febrero
- Universidad Nacional de Tucumán
- Universidad Nacional de Villa María
- Universidad Nacional de Villa Mercedes

## Organizaciones interuniversitarias
El Consejo Interuniversitario Nacional (CIN) lleva adelante sus propuestas de políticas y estrategias de desarrollo universitario consultando, de manera no vinculante, a las diferentes organizaciones interuniversitarias que nuclea. Estas organizan reuniones de comisiones ejecutivas y plenarios. También participan de jornadas, conferencias, ferias, y realizan publicaciones. Hasta agosto de 2024 el CIN contaba con las siguientes:
- Asociación de Radiodifusoras Universitarias Nacionales Argentinas (ARUNA)
- Comité Técnico del Deporte Universitario (CTDUA)
- Consorcio Español Lengua Segunda o Extranjera (ELSE)
- Red de Auditoría Interna de Universidades (RedAI)
- Red de Bienestar Universitario (RedBien)
- Red de Ceremonialistas de Instituciones Universitarias Públicas Argentinas (RedCIUPA)
- Red de Cooperación Internacional de las Universidades Nacionales (RedCIUN)
- Red de Editoriales de las Universidades Nacionales (REUN)
- Red de Extensión Universitaria (REXUNI)
- Red de Vinculación Tecnológica de las Universidades Nacionales de Argentina (RedVITEC)
- Red Interuniversitaria Argentina de Bibliotecas (RedIAB)
- Red Interuniversitaria de Áreas de Prensa y Comunicación (RedIAP)
- Red Interuniversitaria de Derechos Humanos (RIDDHH)
- Red Interuniversitaria de Discapacidad (RID)
- Red Interuniversitaria por la Igualdad de Género y contra las Violencias (RUGE)
- Red Nacional Audiovisual Universitaria (RENAU)
- Red Universitaria de Educación a Distancia de Argentina (RUEDA)

## Listado de Presidentes[8]
| Nombre                    | Período                 | Universidad de pertenencia                                        | Bloque de Pertenencia | Título de grado                |
| ------------------------- | ----------------------- | ----------------------------------------------------------------- | --------------------- | ------------------------------ |
| Oscar Shuberoff           | 11/08/1986 - 12/08/1986 | Universidad de Buenos Aires                                       | Reformista            | Contador                       |
| Javier Hernán Rojo        | 13/08/1986 - 04/10/1986 | Universidad Nacional de Mar del Plata                             | Reformista            | Arquitecto                     |
| Luis Rébora               | 05/10/1986 - 28/11/1986 | Universidad Nacional de Córdoba                                   | Reformista            | Arquitecto                     |
| Oscar José Bressan        | 29/11/1986 - 13/03/1987 | Universidad Nacional del Comahue                                  | Reformista            | Lic. en Física                 |
| Juan Carlos Pugliese      | 13/03/1987 - 29/05/1987 | Universidad Nacional del Centro de la Provincia de Buenos Aires   | Reformista            | Abogado                        |
| Luis Triviño              | 29/05/1987 - 08/08/1987 | Universidad Nacional de Cuyo                                      | Reformista            | Antropólogo                    |
| Juan Carlos Millet        | 08/08/1987 - 24/10/1987 | Universidad Nacional de Rosario                                   | Reformista            | Odontólogo                     |
| Juan Carlos Recalcatti    | 24/10/1987 - 11/03/1988 | Universidad Tecnológica Nacional                                  | Reformista            | Ingeniero                      |
| Armando Carmelo Romero    | 11/03/1988 - 04/06/1988 | Universidad Nacional del Nordeste                                 | Reformista            | Médico                         |
| Rodolfo Martín Campero    | 04/06/1988 - 03/09/1988 | Universidad Nacional de Tucumán                                   | Reformista            | Médico                         |
| Luis Rébora               | 03/09/1988 - 21/10/1988 | Universidad Nacional de Córdoba                                   | Reformista            | Arquitecto                     |
| Hércules Pinelli          | 21/10/1988 - 25/11/1988 | Universidad Nacional de la Patagonia San Juan Bosco               | Reformista            | Profesor                       |
| Braulio Laurencena        | 25/11/1988 - 19/05/1989 | Universidad Nacional del Sur                                      | Reformista            | Ingeniero Químico              |
| Juan Carlos Gottifredi    | 19/05/1989 - 25/08/1989 | Universidad Nacional de Salta                                     | Reformista            | Lic. Química                   |
| Juan Carlos Hidalgo       | 25/08/1989 - 10/11/1989 | Universidad Nacional del Litoral                                  | Reformista            | Lic. en Economía               |
| Roberto Seiler            | 10/11/1989 - 09/03/1990 | Universidad Nacional de Río Cuarto                                | Reformista            | Ing. Agrónomo                  |
| Oscar Shuberoff           | 09/03/1990 - 16/06/1990 | Universidad de Buenos Aires                                       | Reformista            | Contador                       |
| Juan Carlos Busnelli      | 12/06/1990 - 27/06/1991 | Universidad Nacional de Luján                                     | Reformista            | Lic. en Economía               |
| Alberto Puchmuller        | 27/06/1991 - 05/03/1992 | Universidad Nacional de San Luis                                  | Reformista            | Lic. Química                   |
| Ángel Luis Plastino       | 05/03/1992 - 03/04/1992 | Universidad Nacional de La Plata                                  | Reformista            | Lic. en Física                 |
| Norberto Cosani           | 03/04/1992 - 21/05/1992 | Universidad Nacional de Lomas de Zamora                           | Reformista            | Abogado                        |
| Tulio del Bono            | 21/05/1992 - 14/08/1992 | Universidad Nacional de San Juan                                  | Justicialista         | Ing. Electromecánico           |
| Julio L. Salerno          | 14/08/1992 - 27/11/1992 | Universidad Nacional de Catamarca                                 | Reformista            | Agrimensor                     |
| César Gottfried           | 27/11/1992 - 16/04/1993 | Universidad Nacional de Entre Ríos                                | Reformista            | Contador                       |
| Ricardo Roberto Biazzi    | 16/04/1993 - 29/08/1993 | Universidad Nacional de Misiones                                  | Justicialista         | Abogado                        |
| Fortunato Daher           | 29/08/1993 - 24/02/1994 | Universidad Nacional de Jujuy                                     | Justicialista         | Contador                       |
| César Gottfried           | 24/02/1994 - 01/06/1994 | Universidad Nacional de Entre Ríos                                | Reformista            | Contador                       |
| Arturo Canero             | 01/06/1994 - 21/10/1994 | Universidad Nacional de la Patagonia San Juan Bosco               | Justicialista         | Geólogo                        |
| Hugo Guillermo Storero    | 21/10/1994 - 08/04/1994 | Universidad Nacional del Litoral                                  | Reformista            | Arquitecto                     |
| Julio Manuel Villar       | 08/04/1995 - 11/08/1995 | Universidad Nacional de Quilmes                                   | Justicialista         | Ingeniero                      |
| Oscar Shuberoff           | 11/08/1995 - 18/12/1995 | Universidad de Buenos Aires                                       | Reformista            | Contador                       |
| Humberto Herrera          | 18/12/1995 - 02/07/1996 | Universidad Nacional de Santiago del Estero                       | Justicialista         | Lic. en Química                |
| Jorge Domingo Petrillo    | 07/07/1996 - 19/03/1997 | Universidad Nacional de Mar del Plata                             | Reformista            | Ingeniero Químico              |
| Carlos Abel Arenzo        | 19/03/1997 - 05/08/1997 | Universidad Nacional de La Pampa                                  | Justicialista         | Ing. Agrónomo                  |
| Esther Picco              | 05/08/1997 - 10/12/1997 | Universidad Nacional de San Luis                                  | Reformista            | Psicóloga                      |
| Pablo Bohoslavsky         | 10/12/1997 - 16/04/1998 | Universidad Nacional del Comahue                                  | Justicialista         | Matemático                     |
| Carlos Alberto Nicolini   | 16/04/1998 - 10/08/1998 | Universidad Nacional del Centro de la Provincia de Buenos Aires   | Reformista            | Agrimensor                     |
| Alberto Cantero Gutiérrez | 10/08/1998 - 16/12/1998 | Universidad Nacional de Río Cuarto                                | Justicialista         | Ing. Agrónomo                  |
| Hugo Oscar Juri           | 12/12/1998 - 16/04/1999 | Universidad Nacional de Córdoba                                   | Reformista            | Médico                         |
| Enrique Ísola             | 16/04/1999 - 31/08/1999 | Universidad Nacional de la Patagonia Austral                      | Justicialista         | Profesor                       |
| Juan Carlos Gottifredi    | 31/08/1999 - 14/12/1999 | Universidad Nacional de Salta                                     | Reformista            | Lic. Química                   |
| Julio Luis Salerno        | 17/12/1999 - 28/04/2000 | Universidad Nacional de Catamarca                                 | Reformista            | Agrimensor                     |
| Jorge Carlos Bettaglio    | 28/04/2000 - 25/08/2000 | Universidad Nacional de Misiones                                  | Justicialista         | Ing. Químico                   |
| Mario Domingo Barletta    | 28/08/2000 - 19/12/2000 | Universidad Nacional del Litoral                                  | Reformista            | Ing. Recursos Hídricos         |
| José Francisco Martín     | 19/12/2000 - 04/05/2001 | Universidad Nacional de Cuyo                                      | Justicialista         | Lic. Sociología                |
| Adolfo Torres             | 04/05/2001 - 31/08/2001 | Universidad Nacional del Nordeste                                 | Reformista            | Odontólogo                     |
| Héctor Carlos Brotto      | 31/08/2001 - 18/12/2001 | Universidad Tecnológica Nacional                                  | Justicialista         | Ing. Electrónico               |
| Mario Alberto Marigliano  | 18/12/2001 - 26/04/2002 | Universidad Nacional de Tucumán                                   | Reformista            | Contador                       |
| Daniel Eduardo Martínez   | 26/04/2002 - 30/08/2003 | Universidad Nacional de La Matanza                                | Justicialista         | Lic. en Administración         |
| Ricardo Suárez            | 30/08/2002 - 28/02/2003 | Universidad Nacional de Rosario                                   | Reformista            | Contador                       |
| Daniel Malcolm            | 28/02/2003 - 16/09/2003 | Universidad Nacional de General San Martín                        | Justicialista         | Lic. Filosofía                 |
| Alberto Dibbern           | 16/09/2003 - 26/03/2004 | Universidad Nacional de La Plata                                  | Reformista            | Veterinario                    |
| Héctor Aníbal Biloni      | 26/03/2004 - 24/09/2004 | Universidad Nacional de la Patagonia Austral                      | Justicialista         | Ingeniero                      |
| Luis María Fernández      | 24/09/2004 - 31/03/2005 | Universidad Nacional del Sur                                      | Reformista            | Lic. Bioquímica                |
| Daniel Eduardo Martínez   | 31/03/2005 - 28/09/2005 | Universidad Nacional de La Matanza                                | Justicialista         | Lic. en Administración         |
| Eduardo Francisco Asueta  | 29/09/2005 - 30/04/2006 | Universidad Nacional de Entre Ríos                                | Reformista            | Contador                       |
| Carlos Omar Domínguez     | 30/04/2006 - 22/09/2006 | Universidad Nacional de Villa María                               | Justicialista         | Contador                       |
| Germán Arias              | 23/09/2006 - 30/03/2007 | Universidad Nacional de San Luis                                  | Reformista            | Profesor                       |
| Oscar Spada               | 30/03/2007 - 09/10/2007 | Universidad Nacional de Río Cuarto                                | Justicialista         | Ingeniero Mecánico Aeronáutico |
| Sergio Maluendres         | 09/10/2007 - 29/03/2008 | Universidad Nacional de La Pampa                                  | Reformista            | Lic. Historia                  |
| Horacio Gegunde           | 29/03/2008 - 17/03/2009 | Universidad Nacional de Lomas de Zamora                           | Justicialista         | Lic. en Relaciones Públicas    |
| Darío Pascual Maiorana    | 17/03/2009 - 26/03/2010 | Universidad Nacional de Rosario                                   | Reformista            | Prof. Literatura               |
| Martín Gill               | 26/03/2010 - 05/04/2011 | Universidad Nacional de Villa María                               | Justicialista         | Abogado                        |
| Flavio Flama              | 05/04/2011 - 04/10/2011 | Universidad Nacional de Catamarca                                 | Reformista            | Ing. Agrimensor                |
| Albor Cantard             | 04/10/2011 - 27/03/2012 | Universidad Nacional del Litoral                                  | Reformista            | Abogado                        |
| Martín Gill               | 27/03/2012 - 21/07/2012 | Universidad Nacional de Villa María                               | Justicialista         | Abogado                        |
| Guillermo Capriste        | 03/07/2012 - 21/03/2013 | Universidad Nacional del Sur                                      | Reformista            | Ing. Químico                   |
| Arturo Roberto Somoza     | 21/03/2013 - 28/03/2014 | Universidad Nacional de Cuyo                                      | Justicialista         | Ing. Agrónomo                  |
| Darío Pascual Maiorana    | 28/03/2014 - 31/03/2015 | Universidad Nacional de Rosario                                   | Reformista            | Prof. Literatura               |
| Jorge Calzoni             | 31/03/2015 - 05/04/2016 | Universidad Nacional de Avellaneda                                | Justicialista         | Ing. Civil                     |
| Guillermo Tamarit         | 05/04/2016 - 31/03/2017 | Universidad Nacional del Noroeste de la Provincia de Buenos Aires | Reformista            | Abogado                        |
| Rodolfo Tecchi            | 18/03/2017 - 13/04/2022 | Universidad Nacional del Jujuy                                    | Justicialista         | Licenciado en Cs. Biológicas   |
| Carlos Greco              | 13/04/2022 - 09/04/2024 | Universidad Nacional de San Martín                                |                       | Contador                       |
| Víctor Moriñigo           | 09/04/2024 - actualidad | Universidad Nacional de San Luis                                  |                       | Contador                       |